# Tese da fronteira
A tese da fronteira, tese de Turner ou fronteirismo americano é o argumento avançado pelo historiador Frederick Jackson Turner em 1893 de que a democracia dos Estados Unidos foi formada pela sua fronteira geográfica. Ele enfatizou o processo — a formação das fronteiras do país — e o impacto que teve sobre os pioneiros que estavam passando pelo processo. Ele também enfatizou os resultados, especialmente que a democracia americana foi o resultado principal, junto com o igualitarismo, uma falta de interesse pela alta cultura e violência. "A democracia americana nasceu do sonho de nenhum teórico; não foi levada no Susan Constant para a Virgínia, nem no Mayflower para Plymouth. Saiu da floresta americana e ganhou nova força cada vez que tocou uma nova fronteira", disse Turner.
Na tese, a fronteira americana estabeleceu a liberdade libertando os americanos das mentalidades europeias e erodindo velhos costumes disfuncionais. A fronteira não precisava de exércitos permanentes, igrejas estabelecidas, aristocratas ou nobres. Não havia nenhuma pequena nobreza que controlasse a maior parte das terras e cobrasse aluguéis e taxas pesadas. A terra da fronteira era praticamente gratuita para ser tomada. Turner anunciou sua tese pela primeira vez em um artigo intitulado "O significado da fronteira na história americana", entregue à American Historical Association em 1893 em Chicago. Ele foi aclamado por historiadores e intelectuais. Turner elaborou o tema em suas palestras de história avançada e em uma série de ensaios publicados nos 25 anos seguintes, publicados junto com seu artigo inicial como The Frontier in American History.
A ênfase de Turner na importância da fronteira na formação do caráter americano influenciou a interpretação encontrada em milhares de histórias acadêmicas. Na época em que Turner morreu em 1932, 60% dos principais departamentos de história dos EUA estavam ministrando cursos de história de fronteira ao longo das linhas Turnerianas.